# Liébana
La Liébana est une comarque de Cantabrie (Espagne). Son chef-lieu est Potes.

## Communes
- Cabezón de Liébana
- Camaleño
- Cillorigo de Liébana
- Pesaguero
- Potes
- Tresviso
- Vega de Liébana